# Arang
Arang é uma vila e uma nagar panchayat no distrito de Raipur, no estado indiano de Chhattisgarh.

## Geografia
Arang está localizada a 21° 12′ N, 81° 58′ L. Tem uma altitude média de 267 metros (875 pés).

## Demografia
Segundo o censo de 2001, Arang tinha uma população de 16 593 habitantes. Os indivíduos do sexo masculino constituem 51% da população e os do sexo feminino 49%. Arang tem uma taxa de literacia de 64%, superior à média nacional de 59,5%; com 60% para o sexo masculino e 40% para o sexo feminino. 16% da população está abaixo dos 6 anos de idade.